# تساغکاشات، آرتساخ
تساغکاشات (به ارمنی: Ծաղկաշատ) یک منطقهٔ مسکونی در جمهوری آرتساخ است که در استان آسکران واقع شده‌است. تساغکاشات ۲۰۲ نفر جمعیت دارد.

## نگارخانه

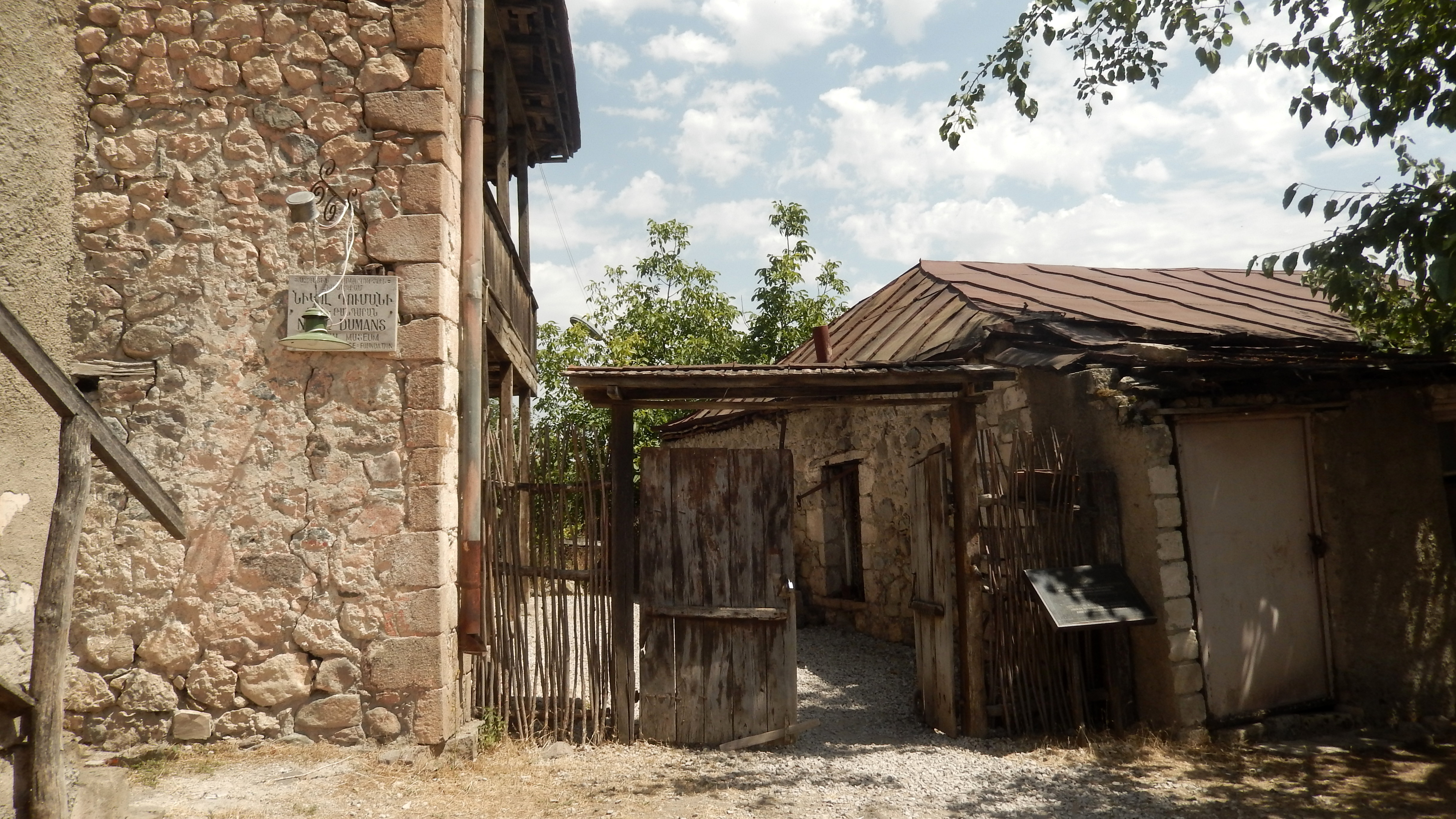
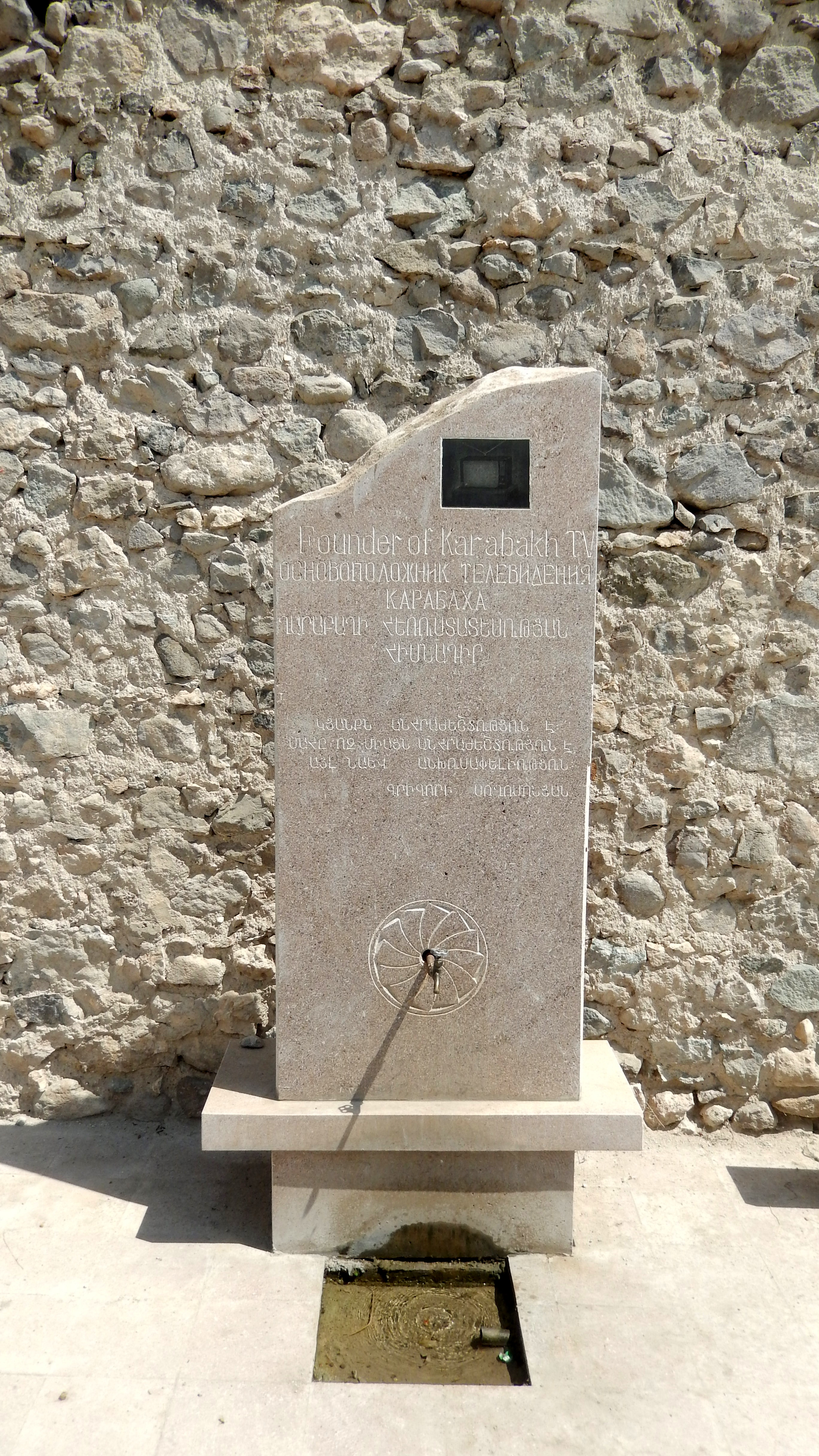